# Choerotricha enunciativoides
Choerotricha enunciativoides är en fjärilsart som beskrevs av Embrik Strand 1923. Choerotricha enunciativoides ingår i släktet Choerotricha och familjen tofsspinnare. Inga underarter finns listade i Catalogue of Life.